# Schloss Schaudichnichtum
Das Jagdhaus Schaudichnichtum südwestlich von Bad Dürkheim (Rheinland-Pfalz) war wie die benachbarten Jagdhäuser Kehrdichannichts, Murrmirnichtviel und Jägerthal eine Unterkunft für den kurpfälzischen Adel des 18. Jahrhunderts, wenn dieser im Pfälzerwald der Jagd nachging.
Heute ist das Jagdhaus eine Ruine; es sind nur noch geringe Grundmauerreste, Geländespuren und ein Gedenkstein erhalten.

## Geschichte
Vermutlich 1730 wurde das Jagdhaus durch den Freiherrn Jakob Tillmann von Hallberg aus Fußgönheim erbaut, der das entsprechende Jagdrevier vom Kurfürsten gepachtet hatte. Die Zerstörung erfolgte wohl 1793, als die Französische Revolution auch auf die heutige Pfalz übergriff.
Der ursprüngliche Name des Jagdhauses ist nicht mehr bekannt. Die örtliche Bevölkerung gab der Ruine im 19. Jahrhundert einen neuen Namen, der an die bereits existierenden Namen der Nachbarhäuser Kehrdichannichts und Murrmirnichtviel angelehnt war, und so entstand „Schaudichnichtum“.
1963 wurde das Jagdhaus, das ab 1816 zum ehemaligen Königlich-Bayerischen Forstareal gehört hatte, der Staatlichen Schlösserverwaltung Rheinland-Pfalz unterstellt.
In Anlehnung an die historischen Pfälzer Jagdhäuser Kehrdichannichts, Schaudichnichtum und Murrmirnichtviel nannte der pfälzische NS-Gauleiter Josef Bürckel sein um 1935 bei Ramsen errichtetes Jagdhaus Lassmichinruh.